# Châu Thái (Tam Quốc)
Châu Thái (chữ Hán: 州泰; ? – 261), người quận Nam Dương, tướng lĩnh nhà Tào Ngụy thời Tam Quốc trong lịch sử Trung Quốc.

## Cuộc đời và sự nghiệp
Châu Thái ở châu có danh vọng, tính ham lập công nghiệp, giỏi dùng binh. Ban đầu, Thái làm tòng sự của Kinh Châu thứ sử Bùi Tiềm, Tư Mã Ý trấn thủ Uyển Thành, Tiềm vài lần sai Thái đến gặp Ý, nên ông được Ý biết đến. Khi Tư Mã Ý chinh phạt Mạnh Đạt, Thái dẫn đường cho quân đội. Thái được Ý gọi, nhưng ông phải lần lượt chịu tang cha, mẹ, ông nội, cư tang 9 năm; Ý bỏ trống chức quan ấy để đợi Thái. Năm 36 tuổi, Thái được cất nhắc làm Tân Thành thái thú, về sau trải qua các chức vụ Duyện, Dự Châu thứ sử, tại nhiệm sở trù tính có nhiều công lao.
Năm 257, Gia Cát Đản nổi dậy, có sự hiệp trợ của Đông Ngô. Đại tướng quân Tư Mã Chiêu vây Đản ở Thọ Xuân, sai Châu Thái cùng Thạch Bao chặn viện quân Đông Ngô. Châu Thái cùng các tướng nhiều lần giao chiến với tướng Ngô là Chu Dị, trận nào cũng thắng thế. Dị không thể tiến quân, bị quyền thần Tôn Lâm gọi về và giết chết.
Sau này Châu Thái làm đến Chinh lỗ tướng quân, Giả tiết đô đốc Giang Nam chư quân sự. Năm 261, ông mất; được truy tặng Vệ tướng quân, thụy là Tráng hầu.

## Dật sự
Tư Mã Ý nhân lúc có mặt Thái, sai thượng thư Chung Do bỡn ông rằng:"Anh cởi áo vải vào ngay phủ tể tướng, 36 tuổi được giữ cờ lọng, nắm quận có binh mã, sao mà nhanh vậy?"Thái đáp:"Thật có như vậy. Anh là con của danh công, từ nhỏ có văn thái, nên được giữ chức lại; khỉ lớn cưỡi bò đất, sao mà chậm vậy!"Khách khứa đều cười.